# 藏南早熟禾
藏南早熟禾（学名：Poa tibeticola）为禾本科早熟禾属下的一个种。